# Robert Tremblay
Robert Tremblay (* 12. Juni 1965 in Sherbrooke) ist ein ehemaliger kanadischer Eisschnellläufer.
Tremblay nahm von 1980 bis 1988 meist an nationalen Rennen teil und lief in der Saison 1987/88 in Calgary seinen einzigen Weltcup, welchen er auf dem 24. Platz über 500 m beendete. Dort belegte er bei seiner einzigen Teilnahme an Olympischen Winterspielen im Februar 1988 den 29. Platz über 500 m. Sein Zwillingsbruder Marcel Tremblay war ebenfalls als Eisschnellläufer aktiv.

## Persönliche Bestleistungen
| Disziplin | Zeit        | Datum             | Ort     |
| --------- | ----------- | ----------------- | ------- |
| 500 m     | 38,02 s     | 21. Januar 1988   | Calgary |
| 1000 m    | 1:15,84 min | 27. Dezember 1987 | Calgary |
| 1500 m    | 2:01,64 min | 28. Dezember 1987 | Calgary |
| 5000 m    | 8:34,27 min | 28. Dezember 1982 | Regina  |